# Edmundo Larenas Guzmán
Edmundo Larenas Guzmán fue un abogado chileno. Nació en Melipilla en el año 1857. Sus primeros estudios los inicia en Santiago, en el Instituto Nacional, y luego ingresa a estudiar Leyes a la Universidad de Chile, titulándose de abogado en el año 1878.
Cultiva en sus años de juventud la poesía lírica y dramática, junto con elaborar algunos relatos y artículos de opinión que fueron publicados en periódicos como "El Sur" desde 1877 bajo la firma de "Elé", "E.L." o simplemente su nombre.
Cinco años más tarde se traslada a Concepción, en una residencia ubicada en las céntricas calles de Tucapel y San Martín, ejerciendo como Notario y como profesor de Historia Física y Geografía Natural en el Liceo de Hombres de Concepción.
En 1917, en momentos de constituirse el Comité pro-Universidad de Concepción y Hospital Clínico, don Edmundo Larenas forma parte de su Mesa Directiva, difundiendo activamente los objetivos y alcances del mencionado Comité. En 1920, durante el segundo año de labores de la Universidad de Concepción, se convierte en el primer Decano de la Corporación, cargo que desempeña hasta fines de 1922.
Además de Abogado, Notario, Profesor y Decano, don Edmundo Larenas fue un autodidacta en Ciencias, editando en 1881 un interesante libro titulado "Los temblores de tierra" y redactando artículos geológicos relacionados con el maremoto de Java en el año 1883. También era aficionado a la astronomía, publicando diversos artículos sobre fenómenos celestes como el cruce de Venus frente al sol, las teorías recientes  acerca de la vida y muerte del sol, o la aparición de cometas hacia 1881. Además, fue de los primeros en estudiar la teoría de la relatividad de Albert Einstein en el país, sobre cuyo tema dicta, a partir de 1918, concurridas conferencias. Igualmente fue bombero de la Segunda Compañía de Bomberos de Concepción. 
Edmundo Larenas fallece en Santiago el 12 de diciembre de 1922. La ciudad, en su homenaje, designó con su nombre la calle que bordea el campus universitario penquista.